# Jeanne Matthey
Jeanne Matthey-Jonais (Alessandria d'Egitto, 25 gennaio 1886 – Parigi, 24 novembre 1980) è stata una tennista francese.

## Biografia
Ha vinto quattro titoli al Campionato francese di tennis tutti consecutivi, dal 1909 al 1912:
|   | Anno | Torneo                              | Finalista                    | Punteggio |
| 1 | 1909 | Open di Francia singolare femminile | Francia Jacqueline Gallay    |           |
| 2 | 1910 | Open di Francia singolare femminile | Francia Marguerite Broquedis |           |
| 3 | 1911 | Open di Francia singolare femminile | Francia Marguerite Broquedis |           |
| 4 | 1912 | Open di Francia singolare femminile | Francia Marie Danet          |           |

Nel 1913 giunse in finale perdendo contro Marguerite Broquedis. Vinse anche un doppio misto nel 1909 in coppia con Max Décugis Fu una grande tennista dell'inizio del XX secolo.
Ha fatto parte della Resistenza francese durante la seconda guerra mondiale